# Ashleigh Neville
Ashleigh Neville (West Bromwich, 29 aprile 1993) è una calciatrice inglese, difensore del Tottenham.

## Biografia
Ashleigh Neville è nata a West Bromwich nel 1993. Nel corso della sua vita è stata un'insegnante di scuola elementare, ruolo che ha abbandonato quando è diventata una calciatrice nella Women's Super League.

## Caratteristiche tecniche
È in grado di ricoprire sia il ruolo di terzino destro sia di esterno più avanzato, è dotata di carica agonistica ed è abile nei contrasti. Nelle squadre giovanili Neville era un'attaccante molto prolifica. Approdata al West Bromwich, ha iniziato a giocare da numero 10 per poi essere spostata sull'ala. È rimasta sulla fascia anche al Coventry United finché il terzino destro non si è infortunato ed è stata lei a prenderne il posto.

## Carriera
Neville ha iniziato la sua carriera con il West Bromwich Albion. Dopo due stagioni nella squadra della sua città, nel 2013 si è unita alla neonata Coventry City Ladies. Con il club ha collezionato 69 presenze e 20 gol. Il 14 luglio 2017 Neville ha firmato un contratto con il Tottenham Hotspur, promosso dalla Southern Division al Women's Championship, e arrivato in campionato quattro punti davanti al Coventry United. Nelle sue due prime stagioni con il club londinese, ha collezionato 36 partite e ha segnato un totale di cinque gol ed è stata nominata Giocatore dell'anno per il Tottenham per la stagione 2017-18. Ad aprile 2019 è stata nominata Giocatore del mese del campionato inglese. Il 12 giugno 2020 Neville ha firmato un nuovo contratto biennale con il Tottenham.

## Statistiche

### Presenze e reti nei club
Statistiche aggiornate al 16 dicembre 2023.
| Stagione         | Squadra          | Campionato       | Campionato | Campionato | Coppe nazionali | Coppe nazionali | Coppe nazionali | Coppe continentali | Coppe continentali | Coppe continentali | Altre coppe | Altre coppe | Altre coppe | Totale | Totale |
| Stagione         | Squadra          | Comp             | Pres       | Reti       | Comp            | Pres            | Reti            | Comp               | Pres               | Reti               | Comp        | Pres        | Reti        | Pres   | Reti   |
| ---------------- | ---------------- | ---------------- | ---------- | ---------- | --------------- | --------------- | --------------- | ------------------ | ------------------ | ------------------ | ----------- | ----------- | ----------- | ------ | ------ |
| 2017-2018        | Tottenham        | WSL 2            | 17         | 1          | WLC             | 4               | 0               | -                  | -                  | -                  | -           | -           | -           | 21     | 1      |
| 2018-2019        | Tottenham        | WC               | 19         | 4          | WLC+FAW         | 6               | 1               | -                  | -                  | -                  | -           | -           | -           | 25     | 5      |
| 2019-2020        | Tottenham        | WSL              | 13         | 0          | WLC+FAW         | 5               | 0               | -                  | -                  | -                  | -           | -           | -           | 18     | 0      |
| 2020-2021        | Tottenham        | WSL              | 12         | 2          | WLC+FAW         | 6               | 0               | -                  | -                  | -                  | -           | -           | -           | 18     | 2      |
| 2021-2022        | Tottenham        | WSL              | 21         | 3          | WLC+FAW         | 5               | 0               | -                  | -                  | -                  | -           | -           | -           | 26     | 3      |
| 2022-2023        | Tottenham        | WSL              | 21         | 3          | WLC+FAW         | 3               | 1               | -                  | -                  | -                  | -           | -           | -           | 24     | 4      |
| 2023-2024        | Tottenham        | WSL              | 10         | 1          | WLC             | 2               | 0               | -                  | -                  | -                  | -           | -           | -           | 12     | 1      |
| Totale Tottenham | Totale Tottenham | Totale Tottenham | 113        | 14         | -               | 31              | 2               | -                  | -                  | -                  | -           | -           | -           | 144    | 16     |
| Totale carriera  | Totale carriera  | Totale carriera  | 215        | 50         | -               | 65              | 11              | -                  | -                  | -                  | -           | -           | -           | 280    | 61     |